# Siguatepeque
Siguatepeque è una città dell'Honduras facente parte del dipartimento di Comayagua.
Fondata nel 1689, assume autonomia amministrativa il 14 aprile 1861 ed ottiene lo status di città il 9 aprile 1926.

## Toponimia
Il termine Siguatepeque significa "sulla collina della donna". Il nome di questa città deriva dai termini "cihuatl"  (che significa "donna"), "tepetl" (che significa "collina") ed "e" (che significa "in").